# Fustiaria vagina
Fustiaria vagina är en blötdjursart som beskrevs av Victor Scarabino 1995. Fustiaria vagina ingår i släktet Fustiaria och familjen Fustiariidae. Inga underarter finns listade i Catalogue of Life.